# Federacja Młodych Zielonych Europejskich

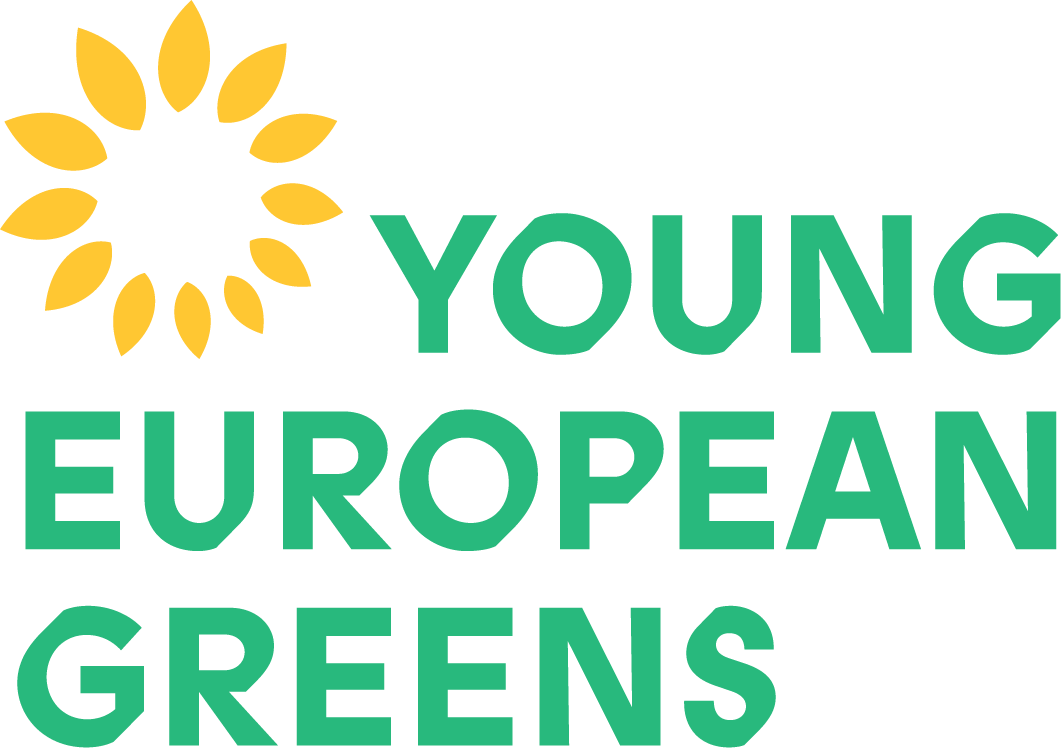

Federacja Młodych Zielonych Europejskich (ang. Federation of Young European Greens, FYEG) jest organizacją zrzeszającą młodzieżówki partii Zielonych w Europie, założoną w 1988. Misją FYEG jest obrona klimatu i sprawiedliwości społecznej.
FYEG jest młodzieżówką Europejskiej Partii Zielonych od 2007 roku. Współpracuje z frakcją Zielonych – Wolny Sojusz Europejski, grupą polityczną Parlamentu Europejskiego. Od 2002 wydaje własny kwartalnik „Ecosprinter” (w języku angielskim).

## Historia
Federacja Młodych Zielonych Europejskich została założona w 1988. Gerard Onesta był jedną z jej współzałożycieli. Idea Europejskiej federacji pojawiła się w Strasbourgu w 1988 za pomysłem Francuskich, Belgijskich, Luksemburskich i Niemieckich młodych członków Zielonych partii.
W 2002, podczas zgromadzenia ogólnego FYEG w Belgradzie, powstała Sieć Kooperacji i Rozwoju (ang. Cooperation and Development Network), jako narzędzie wsparcia dla nowo rozwijających się zielonych młodzieżówek we wschodniej i południowo-wschodniej Europie.
Od tamtego czasu, FYEG mocniej zaangażowało się politycznie i wzmocniło swoje relacje z Europejską Partią Zielonych (ang. EGP) oraz Europejskim Forum Młodzieży. W 2007 stało się oficjalną młodzieżówką EGP i uzyskało prawo do głosowania w organach politycznych EGP.
W 2009 FYEG rozpoczęło swoją pierwszą kampanię Europejską z celem promowania młodych kandydatów w wyborach Europejskich. Trzech kandydatów, Ska Keller, Jan Philipp Albrecht i Karima Delli, zostało wybranych do Parlamentu Europejskiego jako najmłodsi posłowie w historii. Podobne kampanie, zainicjowane w kolejnych wyborach, również odniosły sukces. Między innymi byli to Terry Reintke, Linnéa Martina Engström i Ernestem Urtasun.

## Struktura

### Zgromadzenie Ogólne
Zgromadzenie ogólne jest najwyższym organem decyzyjnym w FYEG. Wszystkie organizacje członkowskie mają dwa głosy w Zgromadzeniu Ogólnym (ZO). Kandydujące organizacje mają jeden głos, a ‘obserwujące’ (partnerskie) organizacje mogą wysłać obserwatora na wybory.
Zgromadzenie ogólne spotyka się co roku w innym państwie. Podczas tego wydarzenia, odbywają się wybory do wszystkich organów FYEG.

### Komitet wykonawczy
Komitet wykonawczy (KW) jest drugim najwyższym organem decyzyjnym w FYEG. Zarządza codziennym działaniem Federacji. Komitet składa się z 8 członków. W skład komitetu wchodzi dwóch rzeczników oraz skarbnik. Członkowie komitetu są wybierani corocznie, mogą odnowić swój mandat trzykrotnie.

### Kontrola finansów
Zadaniem tego organu jest kontrola finansów organizacji FYEG. Corocznie odbywa się spotkanie omawiające finanse, którego rezultatem jest oficjalny raport, przekazywany następnie do Komitetu Wykonawczego jako forma rewizji raportu. Finalnie, raport zostaje zaprezentowany Zgromadzeniu Ogólnemu.
Członkowie konsoli finansów są wybierani co dwa lata przez ZO.

### Komitet Doradczy
Komitet doradczy nadzoruje funkcjonowanie Komitetu Wykonawczego (KW) i personelu, oraz pomaga w rozwiązywaniu konfliktów między członkami KW i personelu. Komitet składa się z byłych członków Komitetu Wykonawczego lub ogólnych członków FYEG. Składa się z pięciu członków i jest wybierany co dwa lata przez ZO. Działa tylko na zawołanie członków Komitetu Wykonawczego i innych organów FYEG.

### Grupy Robocze
Grupy pracujące są miejscem spotkań dla aktywistów, platformą na debaty i rozwijaniem kampanii i pomysłów. Zajmują się optymalizacją komunikacji wewnętrznych i zewnętrznych stanowisk, za aprobatą Komitetu Wykonawczego. Każda grupa pracująca składa się z co najmniej pięciu członków, każdy reprezentujący inną organizację członkowską.

### Personel biurowy
Personel biurowy ma przynajmniej jednego Sekretarza Generalnego i Asystenta do Projektów. Sekretarz Generalny jest wybierany przez zgromadzenie Ogólne na trzy lata. Jest odpowiedzialny za codzienne zarządzanie FYEG pod względem finansów, koordynacją biura, zbierania funduszy, reprezentacji, nawiązywania kontaktów i prawnej reprezentacji. Asystent Projektów zajmuje się zarządzaniem projektów, organizacją wydarzeń FYEG, oraz stanowi pomoc administracyjną dla Sekretarza Generalnego.

## Członkowie

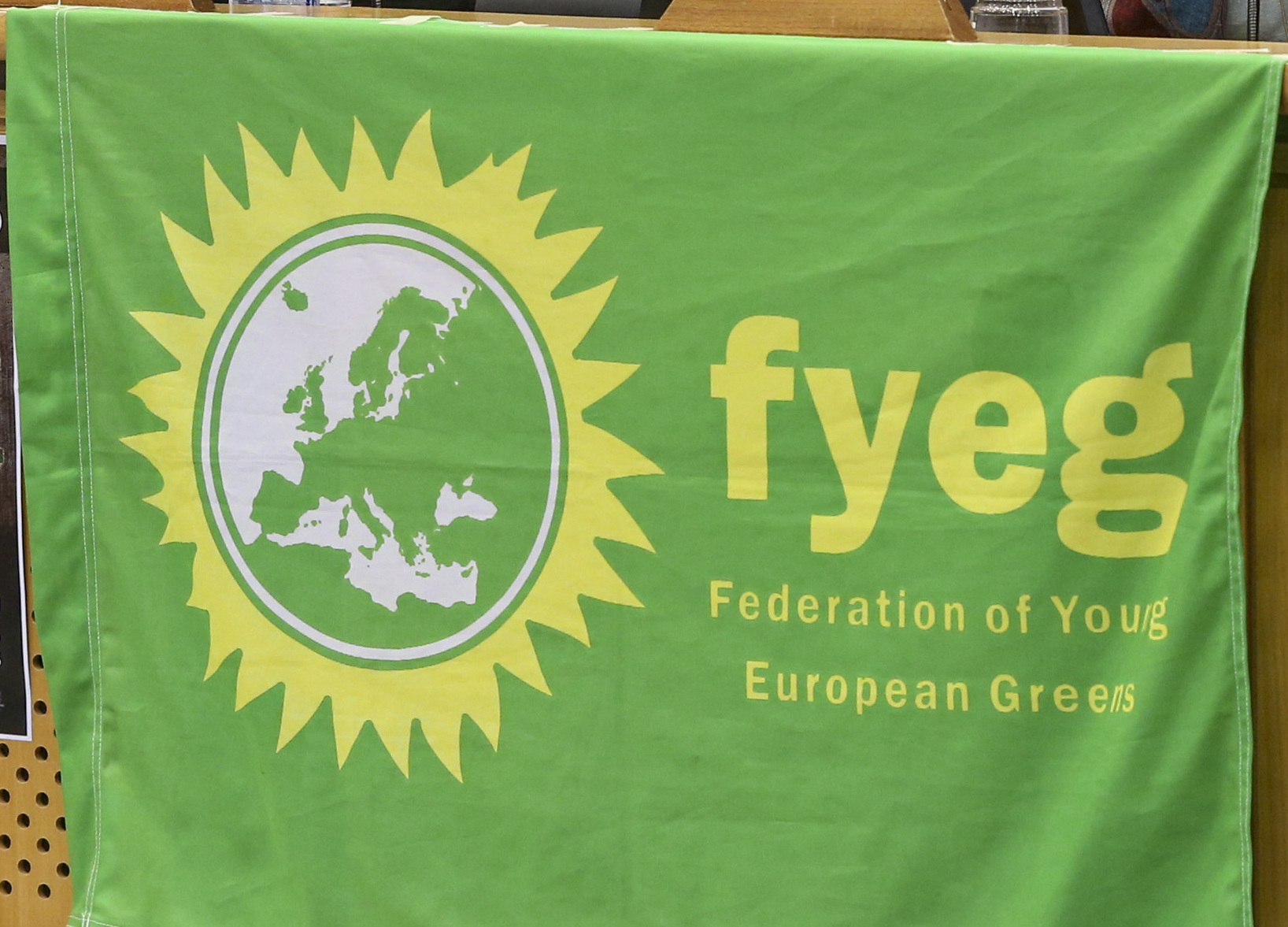
Flaga organizacji

| Kraj lub region         | Nazwa własna                                                       | Nazwa (tłumaczenie angielskie)                     | Status         |
| ----------------------- | ------------------------------------------------------------------ | -------------------------------------------------- | -------------- |
| Albania                 | Te Rinjte e Gjelber                                                | Young Greens of Albania                            | Członek        |
| Austria                 | Grüne Jugend – Grünalternative Jugend                              | Green Youth – Alternative Green Youth              | Członek        |
| Azerbejdzan             | MIL Network                                                        | MIL Network                                        | Współpracownik |
| Białoruś                | Пакаленiе зяленых                                                  | Green Generation                                   | Współpracownik |
| Belgia (Flandria)       | Jong Groen                                                         | Young Green                                        | Członek        |
| Belgia (Walonia)        | Ecolo J                                                            | Environmental Youth                                | Członek        |
| Cypr                    | Νεολαία Οικολόγων                                                  | Young Ecologists                                   | Członek        |
| Czechy                  | Mladí Zelení                                                       | Young Greens                                       | Członek        |
| Anglia z Walią          | Young Greens of England and Wales                                  | Young Greens of England and Wales                  | Członek        |
| Estonia                 | Noored Rohelised                                                   | Estonian Young Greens                              | Kandydat       |
| Finlandia               | Vihreät nuoret                                                     | Green Youth                                        | Członek        |
| Francja                 | Jeunes écologistes                                                 | Young Ecologists                                   | Członek        |
| Gruzja                  | საქართველოს ახალგაზრდა მწვანეები                                   | Georgian Young Greens                              | Członek        |
| Niemcy                  | Grüne Jugend                                                       | Green Youth                                        | Członek        |
| Grecja                  | Νέοι Πράσινοι                                                      | Young Greens                                       | Członek        |
| Irlandia                | Óige Ghlas                                                         | Young Greens                                       | Członek        |
| Włochy                  | Giovani Europeisti Verdi                                           | Young Green Europeanists                           | Członek        |
| Włochy Południowy Tyrol | Young Greens South Tyrol                                           | Young Greens South Tyrol                           | Członek        |
| Litwa                   | Protests                                                           | Protest                                            | Członek        |
| Luksemburg              | déi jonk gréng                                                     | Young Greens                                       | Członek        |
| Malta                   | Kollettiv Żgħażagħ EkoXellugin                                     | Collective of Young EcoLeftists                    | Członek        |
| Czarnogóra              | Forum Mladih URA                                                   | Youth Forum URA                                    | Członek        |
| Niderlandy              | DWARS                                                              | Contrary                                           | Członek        |
| Macedonia Północna      | МОДОМ                                                              |                                                    | Członek        |
| Norwegia                | Grønn Ungdom                                                       | Green Youth                                        | Członek        |
| Polska                  | Ostra Zieleń                                                       | Sharp Greens                                       | Członek        |
| Portugalia              | Ecolo Jovem „Os Verdes”                                            | Environmental Youth „The Greens”                   | Członek        |
| Rumunia                 | Tinerii Verzi                                                      | Young Greens                                       | Kandydat       |
| Szkocja                 | Scottish Young Greens                                              | Scottish Young Greens                              | Członek        |
| Serbia                  | Zelena omladina Srbije                                             | Young Greens of Serbia                             | Członek        |
| Hiszpania               | Juventud Verde                                                     | Green Youth                                        | Członek        |
| Hiszpania (Catalonia)   | Joves Ecosocialistes                                               | Young Ecosocialists                                | Członek        |
| Szwecja                 | Grön Ungdom                                                        | Young Greens                                       | Członek        |
| Szwajcaria              | Junge Grüne Schweiz Jeunes Vert-e-s Suisses Giovani Verdi Svizzera | Young Greens Switzerland                           | Członek        |
| Turcja                  | Genç Yeşiller                                                      | Young Greens                                       | Członek        |
| Ukraina                 | Зелена молодь України                                              | Young Greens Ukraine                               | Członek        |
| Wschodnia Europa        | Cooperation and Development Network Eastern Europe                 | Cooperation and Development Network Eastern Europe | Współpracownik |